# Paratrichius kucerai
Paratrichius kucerai är en skalbaggsart som beskrevs av Krajcik 2007. Paratrichius kucerai ingår i släktet Paratrichius och familjen Cetoniidae. Inga underarter finns listade i Catalogue of Life.